# تلمبه نظام طاهری
تلمبه نظام طاهری یک منطقهٔ مسکونی در ایران است که در دهستان بنارویه واقع شده‌است. تلمبه نظام طاهری ۲۹ نفر جمعیت دارد.